# Zbąszynek
Zbąszynek là một thị trấn thuộc huyện Świebodziński, tỉnh Lubuskie ở tây Ba Lan. Thị trấn có diện tích 3 km². Đến ngày 1 tháng 1 năm 2011, dân số của thị trấn là 5042 người và mật độ 1739 người/km².